# Джон Саксон
Джон Саксон (англ. John Saxon; 5 серпня 1936 — 25 липня 2020) — американський актор.

## Біографія
Кармін Орріко народився 5 серпня 1936 року в Брукліні, у родині італійських іммігрантів Антоніо Орріко і Анни Протетторе. Навчався в середній школі Нью-Утрехт у Брукліні, потім вивчав акторську майстерність у Стелли Адлер. Також він позував для обкладинок журналів. Одна з таких фотографій привернула увагу голлівудського агента Генрі Вілсона. Він запропонував Карміну підписати контракт зі студією Universal, а також вигадав псевдонім — Джон Саксон. Актор був задіяний більш ніж в двохстах проектах у кіно і на телебаченні. Найбільш відома його роль — лейтенант Дональд Томпсон у фільмі «Кошмар на вулиці В'язів» (1984), а також роль Ропера у фільмі «Вихід Дракона» (1973), де він знімався разом з майстром східних єдиноборств Брюсом Лі. Номінувався на премію «Золотий глобус» за найкращу чоловічу роль другого плану у фільмі «Аппалуза» (1966).

## Особисте життя
З 14 січня 1967 по 27 січень 1979 рік був одружений з Мері Енн, у них народився син Антоніо. З 29 серпня 2008 року одружений з Глорією Мартель.
Джон Саксон помер 25 липня 2020 року в місті Мерфрісборо, штат Теннессі, у віці 83 роки від пневмонії.

## Фільмографія
| Рік       |    | Українська назва                        | Оригінальна назва                           | Роль                            |
| --------- | -- | --------------------------------------- | ------------------------------------------- | ------------------------------- |
| 1955      | с  | Медик                                   | Medic                                       | Денні Ортега                    |
| 1960      | ф  | Непрощена                               | The Unforgiven                              | Джонні Португал                 |
| 1960      | ф  | Портрет у чорних тонах                  | Portrait in Black                           | Блейк Річардс                   |
| 1961      | с  | Театр «Дженерал Електрик»               | General Electric Theater                    | Мартін Гасс                     |
| 1962      | с  | Шоу Діка Пауелла                        | The Dick Powell Show                        | Нік Гіллер                      |
| 1963—1964 | с  | Правосуддя Берка                        | Burke's Law                                 | Гіл Лінч / Бад Черні            |
| 1964—1966 | с  | Боб Хоуп представляє                    | Bob Hope Presents the Chrysler Theatre      | Маріо Сільветті / Огі           |
| 1965—1975 | с  | Димок зі ствола                         | Gunsmoke                                    | різні ролі                      |
| 1966      | с  | Доктор Кілдер                           | Dr. Kildare                                 | Річард Росс                     |
| 1966      | ф  | Кривава королева                        | Queen of Blood                              | Аллан Бреннер                   |
| 1966      | ф  | Аппалуза                                | The Appaloosa                               | Чуй                             |
| 1967      | с  | Часовий простір                         | The Time Tunnel                             | Марко Поло                      |
| 1967      | с  | Сіммарон Стріп                          | Cimarron Strip                              | Скремер                         |
| 1967—1969 | с  | Бонанца                                 | Bonanza                                     | різні ролі                      |
| 1967—1970 | с  | Залізна сторона                         | Ironside                                    | Ерік Сейгінор / Картер          |
| 1967—1971 | с  | Вірджинець                              | The Virginian                               | різні ролі                      |
| 1968      | с  | Найменування гри                        | The Name of the Game                        | Пітер Макс                      |
| 1972      | ф  | Джо Кідд                                | Joe Kidd                                    | Луіс Чама                       |
| 1972      | с  | Норман Корвін представляє               | Norman Corwin Presents                      |                                 |
| 1972      | с  | Шосте відчуття                          | The Sixth Sense                             | доктор Гаррі Оден               |
| 1972      | с  | Нічна галерея                           | Night Gallery                               | Янто                            |
| 1972      | с  | Кунг-фу                                 | Kung Fu                                     | Рейвен                          |
| 1972      | с  | Беньйон                                 | Banyon                                      | Джонні Клей                     |
| 1973      | с  | Вулиці Сан Франциско                    | The Streets of San Francisco                | Вінсент Агопян молодший         |
| 1973      | с  | Новобранці                              | The Rookies                                 | Фарлі                           |
| 1973      | с  | Поліцейська історія                     | Police Story                                | Рік Калвеллі                    |
| 1973      | ф  | Вихід Дракона                           | Enter the Dragon                            | Ропер                           |
| 1974—1976 | с  | Людина на шість мільйонів доларів       | The Six Million Dollar Man                  | Недлік / майор Фредерік Слоан   |
| 1975      | с  | Петрочеллі                              | Petrocelli                                  | Річі Мартін                     |
| 1976      | с  | Досьє детектива Рокфорда                | The Rockford Files                          | Дейв Деларо                     |
| 1976      | с  | Біонічна жінка                          | The Bionic Woman                            | Недлік                          |
| 1976      | с  | Старскі та Гатч                         | Starsky and Hutch                           | Рене Надасі                     |
| 1976      | с  | Диво-жінка                              | Wonder Woman                                | капітан Радл                    |
| 1976      | тф | Рейд на Ентеббе                         | Raid on Entebbe                             | генерал Бенні Пелед             |
| 1977      | с  | Медексперт Квінсі                       | Quincy M.E.                                 | Чарльз Десскаса                 |
| 1978      | с  | Найвеличніші герої Біблії               | Greatest Heroes of the Bible                | Адонія                          |
| 1978—1984 | с  | Острів фантазій                         | Fantasy Island                              | різні ролі                      |
| 1979      | с  | Відділ 5-О                              | Hawaii Five-O                               | Гаррі Клайв                     |
| 1979      | ф  | Рукавичка                               | The Glove                                   | Сем Келлог                      |
| 1980      | ф  | Панічна втеча                           | Running Scared                              | капітан Муньос                  |
| 1980      | с  | Вегас                                   | Vega$                                       | Майкл Дженнінгс                 |
| 1981      | тф | Золоті ворота                           | Golden Gate                                 | Монті Сагер                     |
| 1982—1988 | с  | Фелкон Хрест                            | Falcon Crest                                | Тоні Кумсон                     |
| 1982—1984 | с  | Династія                                | Dynasty                                     | Рашид Ахмед                     |
| 1983      | с  | Гардкасл і МакКормік                    | Hardcastle and McCormick                    | Мартін Коді                     |
| 1983      | с  | Опудало і місіс Кінг                    | Scarecrow and Mrs. King                     | Дірк Фредерікс                  |
| 1983—1985 | с  | Команда А                               | The A-Team                                  | Калем / Мартін Джеймс           |
| 1984      | ф  | Кошмар на вулиці В'язів                 | A Nightmare on Elm Street                   | лейтенант Дональд Томпсон       |
| 1984      | с  | Приватний детектив Магнум               | Magnum, P.I.                                | Ед Расслер                      |
| 1984      | с  | Маскарад                                | Masquerade                                  |                                 |
| 1984      | с  | Американський театр                     | American Playhouse                          | Еппс                            |
| 1984—1994 | с  | Вона написала вбивство                  | Murder, She Wrote                           | різні ролі                      |
| 1985—1986 | с  | Інший світ                              | Another World                               | Едвард Жерар 1                  |
| 1985      | с  | Половина Нельсона                       | Half Nelson                                 |                                 |
| 1985      | ф  | Букмекерська лихоманка                  | Fever Pitch                                 | спортивний редактор             |
| 1987      | ф  | Кошмар на вулиці В'язів 3: Воїни сну    | A Nightmare on Elm Street 3: Dream Warriors | лейтенант Дональд Томпсон       |
| 1987      | с  | Альфред Гічкок представляє              | Alfred Hitchcock Presents                   | Гарт Десембер                   |
| 1987      | с  | Готель                                  | Hotel                                       | Джек Кертіс                     |
| 1989      | с  | Театр Рея Бредбері                      | The Ray Bradbury Theater                    | Дадлі Стоун                     |
| 1990      | ф  | Наслідки                                | Aftershock                                  | Олівер Квінн                    |
| 1991      | с  | Монстри                                 | Monsters                                    |                                 |
| 1991      | с  | Метлок                                  | Matlock                                     | Джон Франклін                   |
| 1991      | с  | Опівнічна спека                         | In the Heat of the Night                    | Далтон Сайкс                    |
| 1992      | ф  | На межі сил                             | Maximum Force                               | капітан Фуллер                  |
| 1994      | ф  | Поліцейський з Беверлі-Гіллз 3          | Beverly Hills Cop III                       | Оррін Сандерсон                 |
| 1994      | ф  | Кошмар на вулиці В'язів 7: Новий кошмар | New Nightmare                               | Джон Саксон                     |
| 1994—1995 | с  | Район Мелроуз                           | Melrose Place                               | Генрі Ваксман                   |
| 1995      | тф | Ліз: Історія Елізабет Тейлор            | Liz: The Elizabeth Taylor Story             | Річард Брукс                    |
| 1995      | ф  | Ідеальні вбивці                         | The Killers Within                          | детектив Льюіс                  |
| 1996      | ф  | Від заходу до світанку                  | From Dusk Till Dawn                         | агент ФБР Стенлі Чейз           |
| 1996      | с  | Кунг-фу: Відродження легенди            | Kung Fu: The Legend Continues               | Стракер                         |
| 1997      | ф  | Ланселот, хранитель часу                | Lancelot: Guardian of Time                  | Волвенкрофт                     |
| 1998      | ф  | Дар Джозефа                             | Joseph's Gift                               | Джейкоб Келлер                  |
| 2001      | ф  | Остаточна розплата                      | Final Payback                               | начальник поліції Джордж Морено |
| 2002      | ф  | Спізнюватися не можна                   | Outta Time                                  | Джеймс Дарабонт                 |
| 2005      | с  | CSI: Місце злочину                      | CSI: Crime Scene Investigation              | Волтер Гордон                   |
| 2006      | с  | Майстри жахів                           | Masters of Horror                           | Джед «Па» Джеймесон             |
| 2009      | тф | Воїни-перевертні                        | War Wolves                                  | Тоні Форд                       |